# Gauthier van Bourgondië

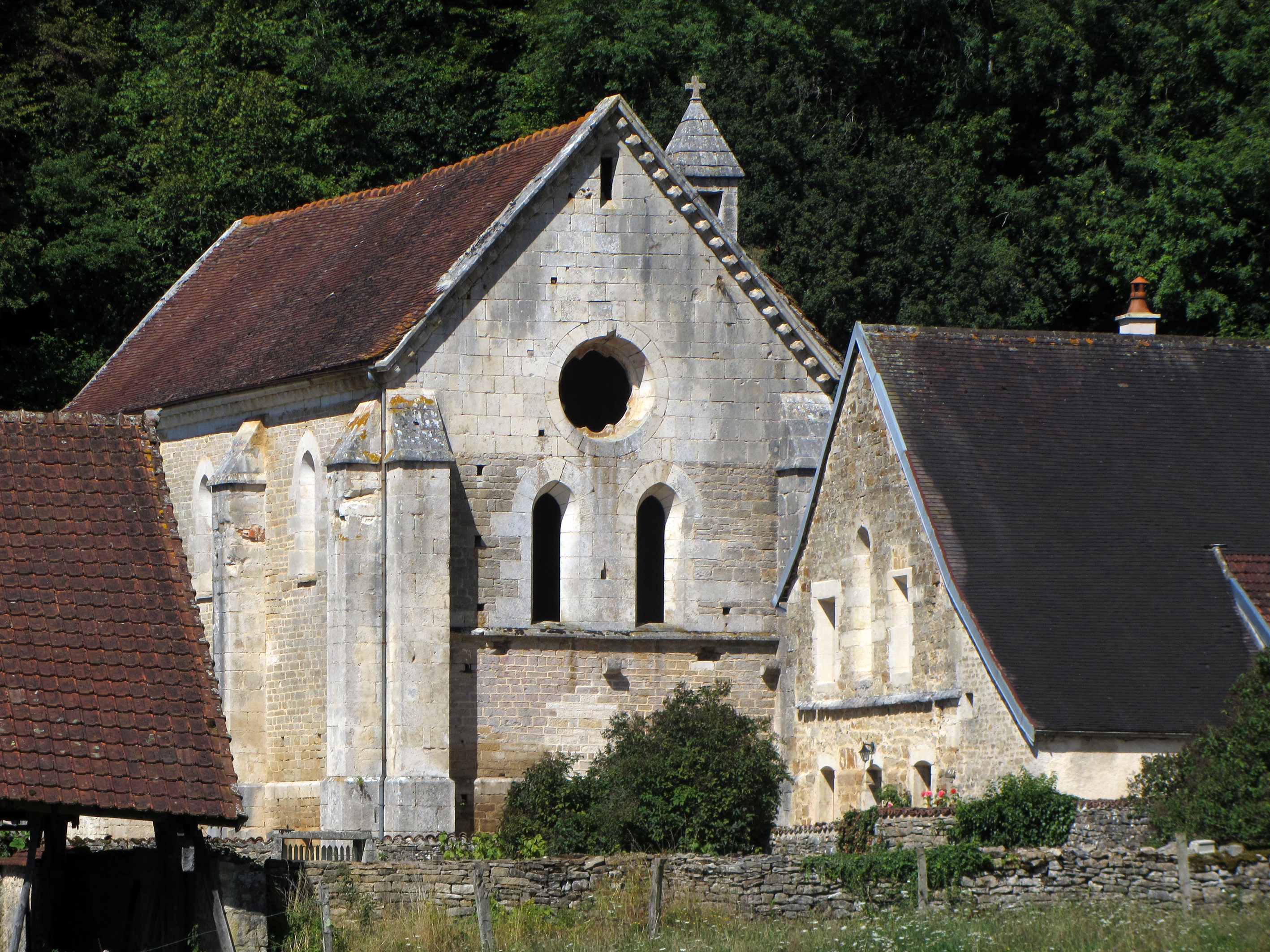
Kapel van de voormalige Chartreuse van Lugny (Leuglay, Côte d'Or, Frankrijk)

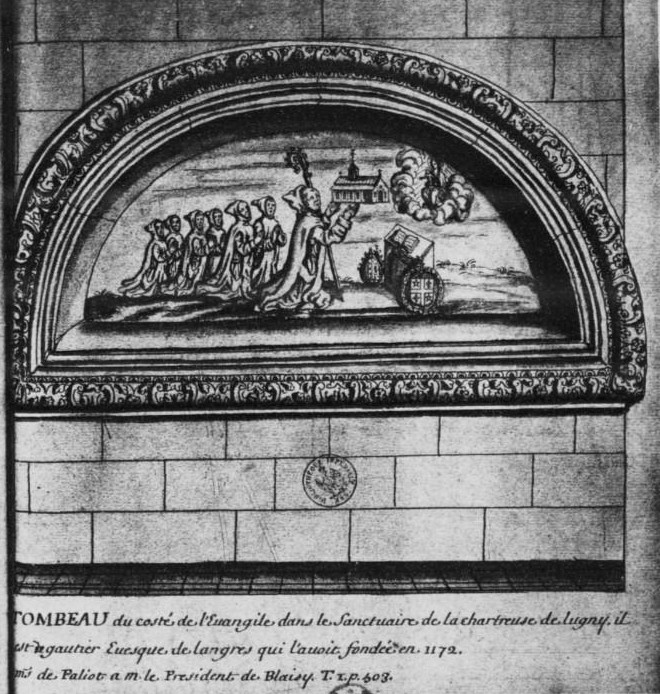
Tekening van zijn graftombe in de Chartreuse van Lugny

Gauthier van Bourgondië (midden 12e eeuw – Lugny, 7 januari 1180) was graaf-aartsbisschop van Besançon (tot 1161) en graaf-bisschop van Langres (1163-1179) in het koninkrijk Bourgondië, dat zelf deel was van het Heilige Roomse Rijk.

## Levensloop
Gauthier was een zoon van Hugo II, koning van Bourgondië en Felicia-Mathilda van Mayenne. Hij werd graaf-aartsbisschop van Besançon in het koninkrijk Bourgondië. Hij trad af (1161) onder druk van keizer Frederik Barbarossa van het Heilige Roomse Rijk die Gauthier beschouwde als te Roomsgezind.
Gauthier werd na zijn afzetting kanunnik van het kapittel van de kathedraal van Langres, eveneens gelegen in het koninkrijk Bourgondië. Hij werd er ook aartsdiaken (1161-1163). In 1163 kozen de kanunniken van Langres Gauthier tot aartsbisschop. Zijn neef, hertog Hugo III van Bourgondië, verleende Gauthier de grafelijke rechten over Langres (1178); sindsdien was Gauthier graaf-bisschop van Langres. Hij was de eerste graaf-bisschop van Langres. Zijn belangrijkste politieke feit was dat hij relaties aanknoopte met de koning van het buurland, Lodewijk VII van Frankrijk.
Na 1179 was Gauthier kartuizermonnik. Hij leefde in de Chartreuse van Lugny, in de huidige gemeente Leuglay in Frankrijk. Hij werd daar in 1180 begraven.